# Sindromul Proteu
Sindromul Proteu (sau sindromul Proteus), cunoscut și sub numele de sindromul lui Wiedemann, după  pediatrul german Hans-Rudolf Wiedemann, este o afecțiune congenitală care determină hiperplazia pielii și dezvoltarea anormală a oaselor, însoțite adesea de tumori localizate într-o jumătate a corpului.
Sindromul Proteu este numit astfel după zeul grec Proteu, care își putea schimba înfățișarea.
Din 1979, de când Dr. Michael Cohen a identificat această afecțiune, doar puțin peste 200 de cazuri au fost identificate în întreaga lume, estimându-se că aproximativ 120 de persoane sunt încă în viață. Cum forme atenuate ale bolii pot exista, multe persoane cu sindrom Proteu ar putea fi încă nediagnosticate, căci cel mai ușor de diagnosticat sunt cazurile cel mai severe.